# Best Buy
Best Buy är en amerikansk hemelektronikkedja som startade 1966 i Saint Paul, Minnesota. Kedjan är aktiv i USA och Kanada och har tidigare haft varuhus i Kina, Mexiko och Europa. Företaget har cirka 85 000 anställda (2024) och omsätter omkring 43,5 miljarder dollar (2024).